# Monolito Viviente
El Monolito Viviente (Ahmet Abdol) es un personaje Egipcio, un supervillano en el Universo Marvel. Apareció por primera vez en X-Men #54 (1969).
Abdol fue el Faraón Viviente mientras estaba en su apariencia normal, pero una vez que obtuvo la suficiente energía cósmica, incrementaría en masa, tamaño y poder, convirtiéndose así en el Monolito Viviente.
Abdol ha sido principalmente un villano de los X-Men, por lo general utilizando a Havok para convertirse en el Monolito Viviente. También ha utilizado otros superhéroes, incluyendo a los Cuatro Fantásticos (que ganaron sus superpoderes por la exposición a los rayos cósmicos). Incluso mató a su propia hija para lograr su objetivo.

## Biografía del personaje ficticio
Ahmet Abdol nació en El Cairo, Egipto. Fue profesor de egiptología y arqueólogo que descubrió que tenía la habilidad de manipular la energía cósmica, principalmente absorbiéndola y proyectándola como rayos de energía. Decidiendo usar sus poderes para su propio beneficio personal, Abdol creó un culto en torno a sí mismo como Mesías, el Culto del Faraón Viviente, se convirtió en un supervillano y se dedicó a su plan para gobernar el mundo.
Abdol descubrió que otro mutante, Kaos (Alex Summers, hermano de Scott Summers también conocido como Cíclope) podía absorber y proyectar energía cósmica más fácilmente que Abdol. Abdol secuestró a Kaos y lo utiliza para aumentar su poder, y luchó contra la Patrulla X. Luego se convirtió en el Monolito Viviente, y luchó contra la Patrulla X en este forma. Posteriormente, fue capturado por los Centinelas, pero escapó.
Abdol más tarde robó el escarabajo de rubí y luchó contra la Momia Viviente. Más tarde secuestró a Kaos de nuevo. Como el Monolito Viviente, se enfrentó a Spider-Man y Thor. Más tarde, con el Cristal de Cheops, se convirtió de nuevo el Monolito Viviente. Luchó con Luke Cage, Puño de Hierro, Cíclope, Tormenta, y Rondador Nocturno.
Más tarde, Abdol secuestró a Mister Fantástico, la Mujer Invisible, y la Antorcha Humana para absorber la radiación cósmica de sus cuerpos. A medida que crecía, luchó contra los Vengadores y Spider-Man. Eventualmente Abdol se hizo tan grande que Thor usó su martillo para tirarlo al espacio exterior, donde el Monolito Viviente finalmente se convirtió en un "Planeta Viviente", similar a Ego.
Su pariente, Leila O'Toole, también conocida como Plasma, se une al Culto del Faraón Viviente e intenta capturar a Havok para el Faraón Viviente.
Más tarde se reveló que, si bien el Monolito es generalmente el que mueve los hilos, otro villano de la Patrulla X, Apocalipsis, quería utilizar al Monolito Viviente para drenar los poderes de otros súper-seres. Como resultado, Abdol se volvió loco, y varios superhéroes intentaron detenerlo antes de que comenzara a crecer a tamaño planeta.
Más tarde se reveló, también, que los poderes mutantes anteriormente latentes de Abdol habían sido activados por un procedimiento realizado en él por Mister Siniestro. Siniestro algunos empalmó ciertos genes-x de Alex Summers en su genoma, dándole así a Abdol la habilidad de absorber la energía cósmica. Dado que sus poderes fueron modificados para convertirse genéticamente similar a los de Kaos, esto explicaba por qué sus habilidades interfirieron simbióticamente con los del otro.
Durante su tiempo en el espacio, una de las principales armas del Monolito, el Bastón de Horus, fue adquirido por una joven llamada Akasha. Ella fue capaz de usar ese poder para convertirse en una versión femenina del Faraón Viviente. Spider-Man fue capaz de romper el bastón, dejando a Akasha para apartarse de la escena conservando sólo algunos fragmentos del poder del Faraón.
Abdol fue encontrado más tarde por Bishop y Ave de Muerte flotando en el espacio. Ave de Muerte reveló que había estado traicionando a Bishop durante algún tiempo; se reveló más tarde que ella en realidad estaba trabajando para Apocalipsis. Luego noqueó a Bishop y Abdol fue llevado a Apocalipsis, que utilizó el cuerpo de Abdol como un contenedor de energía durante la historia de Los Doce. Esto llevó a la fusión de Apocalipsis con Cíclope. El Monolito fue visto dividiéndose debido al exceso de poder absorbido, y luego huyó.
Cuando la Gema Carmesí de Cyttorak reaparece en la Tierra y envía una llamada a las personas adecuadas para convertirse en un nuevo Juggernaut, Abdol escucha la llamada y se dirige al Templo de Cyttorak. En medio del conflicto entre los guardianes demoníacos de la gema, los X-Men y varios candidatos potenciales y anteriores al poder de Juggernaut, Abdol logra reclamar la gema, que lo transforma en una imponente amalgama de Monolito Viviente y Juggernaut. Sin embargo, después de un breve alboroto, Abdol perdió su poder nuevamente cuando Cyttorak, respondiendo a un desafío de los ex Juggernauts Cain Marko y Piotr Rasputin, decidió devolverle el poder a Marko.

## Poderes y habilidades
Ahmet Abdol, como el Faraón Viviente, es un mutante con la habilidad de absorber la energía de los rayos cósmicos. Absorber esta energía dio como resultado transformar a Abdol en el Monolito Viviente, aumentando su altura a 33 pies (10,1 m), y dándole habilidades físicas sobrehumanas proporcionadas. Como el Monolito Viviente tenía la habilidad de emitir energía cósmica como chorros de fuerza de conmoción desde sus ojos. Abdol sólo podía utilizar sus poderes mutantes como el Monolito Viviente y podía transformarse en el Monolito Viviente sólo cuando la radiación cósmica se canalizó en su cuerpo a través de un medio de enfoque, como el Cristal de Cheops, o cuando a la radiación cósmica se le impidió llegar a su homólogo, Havok.
El Monolito Viviente ha sido alterado genéticamente empalmando sus propios genes mutantes con los del Hombre X mutante Kaos. Esta modificación le permite absorber grandes cantidades de radiación cósmica - aunque como Kaos absorbe la misma radiación, los poderes del Monolito Viviente pueden ser limitados cuando Kaos absorbe la radiación de fondo (u otras fuentes de energía adecuadas) que de otro modo podrían utilizarse para alimentar al Monolito Viviente.
Aunque Kaos proyecta la radiación absorbida como rayos de energía, el Monolito Viviente tenía una gama más amplia de poderes. Él es capaz de proyectar energía como calor intenso, una fuerza de conmoción o vibraciones sónicas. La energía almacenada también afecta su forma física - aumentando su tamaño, masa, y poder, y le conceda una esperanza de vida indefinida. Aunque no parece haber ningún límite superior claro para la cantidad de poder que puede absorber, también es posible sobrecargar sus poderes.
El Monolito Viviente ha demostrado, además, habilidades telepáticas que le permiten leer mentes y tomar control mental completo sobre las pequeñas multitudes de personas.
Abdol llevaba una armadura de materiales desconocidos. Como el Faraón Viviente, esgrimía un ankh de mano capaz de proyectar ráfagas de fuerza de conmoción.
Abdol tiene un intelecto superdotado, y es un arqueólogo y egiptólogo experto, con un doctorado en arqueología. También es un estudiante de avance de genealogía, la mutación humana, y los efectos de la radiación cósmica.

## En otros medios

### Videojuegos
- Monolito Viviente apareció como un jefe en el juego de arcade de 1992 X-Men.

- Monolito Viviente hizo una aparición como un jefe en el videojuego X-Men Legends II: Rise of Apocalypse con la voz de Dwight Schultz.[14] Sirvió como uno de los guardias finales al alcanzar la guarida de Apocalipsis en Egipto. Monolito Viviente tiene un diálogo especial con Fuego Solar.

- Tanto Faraón Viviente como Monolito Viviente aparecen como jefes en el juego de Facebook Marvel: Avengers Alliance. Aparece en la sexta fuerza especial donde el Agente de S.H.I.E.L.D. debe trabajar para prevenir que el Faraón Viviente se convierta en Monolito Viviente mientras combate al Club Fuego Infernal, la Hermandad de Mutantes, y Dragonesa.